# Acacia amazonica
Acacia amazonica é uma espécie de leguminosa do gênero Acacia, pertencente à família Fabaceae.